# کرونولا، استرالیا
کرونولا، استرالیا (به انگلیسی: Cronulla) یک حومه شهر در استرالیا است که در نیو ساوت ولز واقع شده‌است.